# Yoshiaki Arai
Yoshiaki Arai (japanisch 新井 栄聡 Arai Yoshiaki; * 27. September 1995 in der Präfektur Saitama) ist ein japanischer Fußballspieler.

## Karriere
Yoshiaki Arai erlernte das Fußballspielen in der Jugendmannschaft der Sakado Diplomats, in der Schulmannschaft der Seibudai High School, sowie in der Universitätsmannschaft der Ryūtsū-Keizai-Universität. Während seiner Universitätszeit wurde er von 2016 bis 2017 an den Fünftligisten Ryutsu Keizai Dragons Ryugasaki ausgeliehen. Hier absolvierte er 15 Spiele. Seinen ersten Profivertrag unterschrieb er im Februar 2018 bei Shimizu S-Pulse. Der Verein aus Shimizu, einer Stadt in der Präfektur Shizuoka, spielte in der ersten japanischen Liga, der J1 League. Die Saison 2019 wurde er an den Zweitligisten Zweigen Kanazawa nach Kanazawa ausgeliehen. Nach Vertragsende bei S-Pulse wechselte er im Januar 2021 zum Zweitligaaufsteiger Blaublitz Akita. Sein Zweitligadebüt gab Yoshiaki Arai am 21. April 2021 im Auswärtsspiel gegen Zweigen Kanazawa. Hier stand er in der Startelf und spielte die kompletten 90 Minuten. Für Blaublitz stand er 15-mal zwischen den Pfosten. Im Januar 2023 unterschrieb er in Ōita einen Vertrag beim Zweitligisten Ōita Trinita. Hier stand er bis Mitte August 2024 unter Vertrag. Am 16. August 2024 verpflichtete ihn der Erstligist FC Machida Zelvia.